# Ранчо-Калаверас (Каліфорнія)
Ранчо-Калаверас (англ. Rancho Calaveras) — переписна місцевість (CDP) в США, в окрузі Калаверас штату Каліфорнія. Населення — 5590 осіб (2020).

## Географія
Ранчо-Калаверас розташоване за координатами 38°7′38″ пн. ш. 120°51′11″ зх. д. / 38.12722° пн. ш. 120.85306° зх. д. (38.127350, -120.853089).  За даними Бюро перепису населення США в 2010 році переписна місцевість мала площу 21,77 км², з яких 21,69 км² — суходіл та 0,08 км² — водойми.

## Демографія
Згідно з переписом 2010 року, у переписній місцевості мешкало 5325 осіб у 1937 домогосподарствах у складі 1535 родин. Густота населення становила 245 осіб/км².  Було 2147 помешкань (99/км²).
Расовий склад населення:
| - 87,2 % — білих - 1,9 % — корінних американців - 1,6 % — азіатів - 0,9 % — чорних або афроамериканців - 0,2 % — вихідців з тихоокеанських островів - 3,7 % — осіб інших рас |

До двох чи більше рас належало 4,4 %. Частка іспаномовних становила 12,6 % від усіх жителів.
За віковим діапазоном населення розподілялося таким чином: 24,2 % — особи молодші 18 років, 62,5 % — особи у віці 18—64 років, 13,3 % — особи у віці 65 років та старші. Медіана віку мешканця становила 43,6 року. На 100 осіб жіночої статі у переписній місцевості припадало 101,2 чоловіків;  на 100 жінок у віці від 18 років та старших — 100,9 чоловіків також старших 18 років.
Середній дохід на одне домашнє господарство  становив 66 434 долари США (медіана — 56 406), а середній дохід на одну сім'ю — 72 422 долари (медіана — 62 159). Медіана доходів становила 58 167 доларів для чоловіків та 42 147 доларів для жінок. За межею бідності перебувало 5,3 % осіб, у тому числі 1,1 % дітей у віці до 18 років та 5,2 % осіб у віці 65 років та старших.
Цивільне працевлаштоване населення становило 2192 особи. Основні галузі зайнятості: освіта, охорона здоров'я та соціальна допомога — 24,0 %, будівництво — 17,2 %, роздрібна торгівля — 13,8 %.